# Nationalist Party of Australia
Die Nationalist Party of Australia war eine politische Partei in Australien, die von 1917 bis 1931 auf Bundesebene aktiv war.
Die Partei entstand am 17. Februar 1917 aus einer Fusion zwischen der konservativen Commonwealth Liberal Party und der National Labor Party, welche von enttäuschten Mitgliedern der Australian Labor Party, angeführt vom australischen Premierminister Billy Hughes, gegründet worden war. Bis zu ihrem Zusammenschluss mit anderen ehemaligen Labor-Mitgliedern zur United Australia Party im Jahr 1931 war sie hinter der Labor Party die zweitstärkste Partei des Landes.

## Vorgeschichte

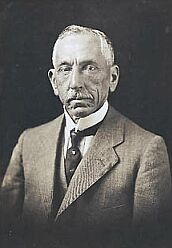
Billy Hughes

Im Oktober 1915 trat der amtierende Premierminister Andrew Fisher zurück, woraufhin Billy Hughes in einer Versammlung der Labor Party zu dessen Nachfolger bestimmt wurde. Er war einer der großen Unterstützer der australischen Beteiligung am Ersten Weltkrieg. Nach einem Besuch in England 1916 wurde ihm klar, dass nur mit einer allgemeinen Wehrpflicht ein ausreichender Beitrag Australiens möglich sei. Da die meisten seiner Parteikollegen einen römisch-katholischen Hintergrund hatten bzw. Gewerkschaftsmitglieder waren und es im selben Jahr zum Osteraufstand in Irland kam, wollte kaum jemand den Engländern helfen. Im Oktober versuchte Hughes in einem Referendum doch noch die Einführung der Wehrpflicht zu erreichen, wurde jedoch in der Endabstimmung bitter abgestraft. Hughes ließ sich nicht entmutigen und kämpfte weiter für einen australischen Kriegsbeitritt. Dies führte zu einer Spaltung innerhalb des australischen Volkes und Hughes’ Partei. Am 15. September 1916 wurde Hughes deshalb aus dem New South Wales-Zweig der Labor Party ausgeschlossen und Mitte November, nach einem Misstrauensvotum, zusammen mit 24 weiteren Parteimitgliedern aus der Partei.

## Geschichte
Hughes und seine Mitstreiter bildeten eine Minderheitsregierung als National Labor Party. Daraufhin verhandelte er mit Joseph Cook, dem Führer der Commonwealth Liberal Party, und so kam es zur Fusion beider Parteien zur Nationalist Party of Australia.  Im Mai 1917 erreichten die Nationalists einen großen Wahlsieg. Im Dezember 1917 wurde ein zweites Referendum zur Wehrpflicht abgehalten und erneut abgelehnt. Nach einer gewonnenen Abstimmung zur Vertrauensfrage innerhalb der Partei trat Hughes zurück. Da es keine Alternative zu Hughes gab, setzte der australische Generalgouverneur Ronald Munro-Ferguson ihn wieder als Premierminister ein, so dass er zwar sein Versprechen zurückzutreten halten, aber auch gleichzeitig weiter Premier sein konnte.
Bis zu den Wahlen 1922 konnte Hughes’ Partei alleine regieren, bis die Country Party die Mehrheit der Nationalisten beendete. Der Vorsitzende der Country Party, Earle Page, sagte den Nationalisten seine Unterstützung zu, falls Hughes zurücktreten würde. Anschließend wurde Stanley Bruce neuer Parteiführer und die Country Party schloss sich den Nationalisten an. Die Bruce-Page-Regierung hielt bis 1929.
Im Jahr 1931, nach Verhandlungen mit einer Gruppe von ehemaligen Labor-Abgeordneten um Joseph Lyons, wurde die Nationalist Party of Australia aufgelöst und ihre Mitglieder in die United Australia Party eingereiht.

## Parteiführer
- Billy Hughes 1917–1922
- Stanley Bruce 1922–1929
- John Latham 1929–1931